# Marek Szostek
Marek Szostek – generał Służby Więziennej, w 2006 pełniący obowiązki dyrektora generalnego SW.
Ukończył studia na Wydziale Prawa i Administracji Uniwersytetu Gdańskiego. W 1981 podjął pracę w polskim więziennictwie, początkowo jako wychowawca, następnie zastępca dyrektora Rejonowego Aresztu Śledczego w Gdańsku. W 1996 został zastępcą dyrektora generalnego Służby Więziennej, zajmując się kwestiami bezpieczeństwa w zakładach karnych i aresztach śledczych, polityki penitencjarnej, opieki medycznej. We wrześniu 2005 został mianowany na stopień generała Służby Więziennej.
Po dymisji Henryka Biegalskiego, związanej ze sprawą pacyfikacji więźniów politycznych w gdańskim areszcie w czasie stanu wojennego, Markowi Szostkowi powierzono w marcu 2006 pełnienie obowiązków dyrektora generalnego Służby Więziennej. Na tym stanowisku pozostawał do 13 czerwca 2006, kiedy odszedł na emeryturę.